# 王忠梅
王忠梅（1967年11月—），女，汉族，河南新野人。中华人民共和国政治人物。1989年毕业于西安交通大学管理工程系，1989年7月参加工作，研究生学历，硕士学位。曾任河南省科学技术厅党组书记等职务。

## 生平
早年担任河南省人口和计划生育委员会机关党委专职副书记，2008年11月，任河南省食品药品监督管理局副局长；2011年9月，任中共许昌市委常委、统战部部长；2014年2月，任许昌市委组织部部长；2016年10月，任中共许昌市委副书记；2017年12月，任中共河南省委省直机关工作委员会常务副书记，成为正厅级干部，2019年2月，任中共河南省委组织部副部长，2021年1月，任河南省科学技术厅党组书记，同年5月，接受审查调查。